# Juanita Hall
Juanita Hall (6 de noviembre de 1901 – 28 de febrero de 1968) fue una actriz teatral y cinematográfica de estadounidense. Fue conocida por su trabajo en el teatro y en el cine en los musicales de Richard Rodgers y Oscar Hammerstein II South Pacific y Flower Drum Song, en los que encarnaba, respectivamente, a Bloody Mary y a la Tía Liang.

## Biografía
Su verdadero nombre era Juanita Long, y nació en Keyport, Nueva Jersey. Formada en música clásica en la Escuela Juilliard, en los primeros años 1930 era solista especial y ayudante de dirección del Coro Hall Johnson. En su momento una destacada artista negra del circuito de Broadway, fue personalmente elegida por Richard Rodgers y Oscar Hammerstein II para interpretar los papeles que le dieron fama en los musicales South Pacific y Flower Drum Song, el de una mujer de Tonkín y el de una china americana.
En 1950 fue la primera afroamericana en ganar un Premio Tony a la mejor actriz de reparto en un musical por su papel de Bloody Mary en South Pacific. También brilló en 1954 en el musical representado en Broadway House of Flowers, en el cual cantaba y bailaba el tema de Harold Arlen Slide Boy Slide. En total, interpretó a "Bloody Mary" en 1.925 funciones en Broadway, en el Majestic Theatre, la primera de ellas el 7 de abril de 1949, actuando junto a Ezio Pinza y Mary Martin. Además de su papel en South Pacific, ella trabajó con regularidad en locales de Greenwich Village, donde cautivaba al público cantando temas como "Am I Blue?" y "Lament Over Love", o la canción de Langston Hughes "Cool Saturday Night".
Antes de dedicarse a la actuación, Hall formó un grupo coral propio (The Juanita Hall Choir) y se mantuvo ocupada cantando en conciertos, grabaciones discográficas y en el cine y la radio. En este último medio participó en la serie The Story Of Ruby Valentine, en la cadena National Negro Network. El serial, emitido por 35 emisoras, estaba patrocinado, entre otros, por Phillip Morris USA y Pet, Inc.
En 1958 grabó Juanita Hall Sings the Blues (en los Estudios Beltone de Nueva York), en colaboración con un asombroso grupo de músicos de jazz entre los cuales figuraban Claude Hopkins, Coleman Hawkins, Buster Bailey, Doc Cheatham, y George Duvivier. 
Hall retomó en 1958 el papel de Bloody Mary en la versión para la gran pantalla del musical, South Pacific, y en la cual su papel cantado fue doblado, a solicitud de Richard Rodgers, por Muriel Smith, que había interpretado el papel en la producción representada en Londres. Además, y también en 1958, Hall actuó en otro musical de Rodgers y Hammerstein, Flower Drum Song.
Juanita Hall vivió en sus últimos años en la residencia Percy William Actors en East Islip, Nueva York, y falleció en 1968 en Bay Shore, Nueva York, a causa de las complicaciones relacionadas con la diabetes que padecía. Tenía 66 años de edad. Fue enterrada en el Cementerio Midway Green de Matawan (Nueva Jersey). Hall se había casado con Clement Hall siendo adolescente. Él falleció en los años 1920, y la pareja no tuvo hijos.